# 新聖羅薩 (危地馬拉)
新聖羅薩（西班牙語：Nueva Santa Rosa），是危地馬拉的城鎮，位於該國南部，由聖羅薩省負責管轄，面積67平方公里，海拔高度1,007米，2002年人口28,653，人口密度每平方公里427.66人。
14°20′N 90°17′W / 14.333°N 90.283°W